# Pentacosan
Pentacosan ist ein langkettiges, lineares Alkan. 

## Vorkommen

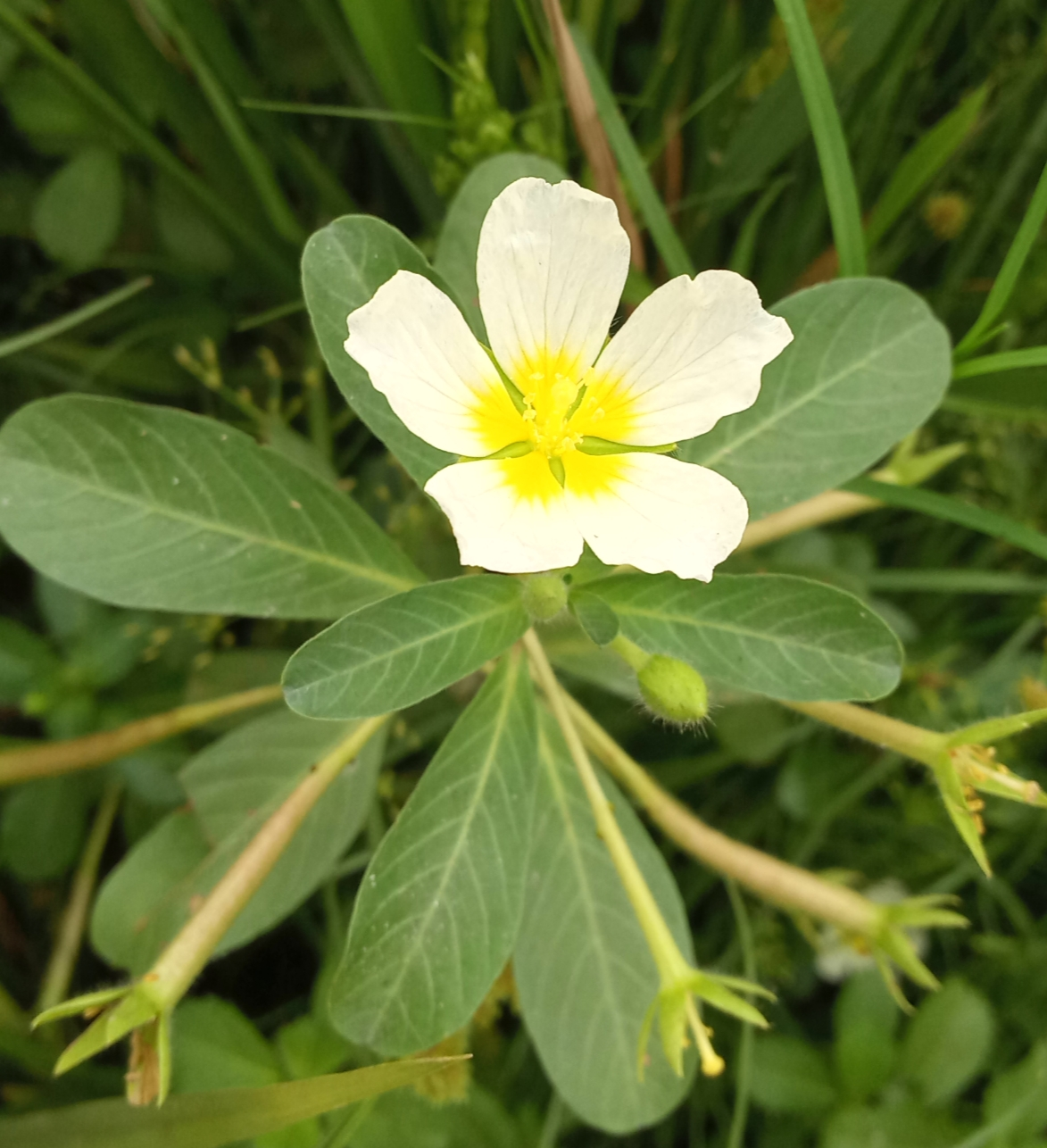
Das Blattwachs von Ludwigia adscendens enthält viel Pentacosan

Pentacosan ist ein Bestandteil von Paraffinwachs. Das Mineral Evenkit besteht überwiegend aus Alkanen. Deren Kettenlänge beträgt 19 bis 28, wobei Tricosan die Hauptkomponente ist, Pentacosan macht jedoch ebenfalls einen größeren Anteil aus. Es ist außerdem eine Komponente in Ozokerit. Dessen Zusammensetzung unterscheidet sich je nach Herkunft, Pentacosan ist jedoch zuweilen eine der wichtigsten Komponenten. Es ist außerdem ein Bestandteil des Wachses der Cuticula von Pflanzen. Dessen Zusammensetzung unterscheidet sich stark zwischen Pflanzen, sowohl was den Anteil an Alkanen angeht, als auch deren Kettenlänge. Pentacosan macht im Allgemeinen einen geringen Anteil aus, Hauptkomponenten sind meist längere Alkane, beispielsweise Nonacosan. Im Blattwachs von Ludwigia adscendens (Gattung Heusenkräuter) macht es jedoch den Hauptteil der Alkane aus.